# Andrzej Houwalt
Andrzej Houwalt (ur. 18 lipca 1924 w Warszawie, zm. 31 marca 2007 tamże) – polski chemik i metrolog, kapral podchorąży Armii Krajowej, pracownik Głównego Urzędu Miar i Politechniki Warszawskiej

## Życiorys

### Okres do 1945 roku
Był synem Jerzego i Anny z Hersów. Naukę w zakresie szkoły powszechnej pobierał w majątku rodziców Mejszagoła. W latach 1935–1939 uczęszczał do gimnazjum oo. Jezuitów w Wilnie – mieszkał w tym czasie w internacie przy szkole. Po opuszczeniu w 1940 roku Wileńszczyzny, zamieszkał w Warszawie i tu w latach 1940–1942 uczył się w Państwowej Szkole Chemiczno–Ceramicznej, którą ukończył z dyplomem technika–chemika. Następnie rozpoczął studia na Wydziale Chemii Technicznej w Państwowej Wyższej Szkole Technicznej i studiował tam, aż do wybuchu powstania warszawskiego, w którym wziął udział w stopniu kaprala podchorążego Armii Krajowej. Pod koniec wojny przeniósł się do Krakowa, gdzie w lutym 1945 roku rozpoczął studia na III roku Wydziału Hutniczego Akademii Górniczej.

### Okres powojenny
W kwietniu 1945 roku został wcielony do II Armii Wojska Polskiego, do lutego 1946 roku odbywał czynną służbę w Szkole Oficerskiej Wojsk Łączności w Zamościu i Sieradzu. Po zwolnieniu z wojska wznowił studia na Wydziale Chemicznym Politechniki Warszawskiej i ukończył je w listopadzie 1950 roku uzyskując dyplom magistra nauk technicznych – inżyniera chemika. Rok wcześniej rozpoczął pracę na macierzystej uczelni i pozostał z nią związany przez dwadzieścia pięć lat. Początkowo pracował w Katedrze Chemii Fizycznej jako asystent, potem awansował na kolejne szczeble drogi naukowej, poczynając od stanowiska asystenta, starszego asystenta i adiunkta. W 1957 roku uzyskał stopień naukowy kandydata (doktora) nauk chemicznych po obronie pracy doktorskiej, w 1963 roku – stopień doktora habilitowanego na podstawie oceny ogólnego dorobku naukowego i przedłożonej rozprawy habilitacyjnej pt. Elektrolityczny rozkład wody pod obniżonym napięciem przy użyciu węglowych elektrod proszkowych, a w 1965 roku został mianowany docentem. W latach 1965–1970 pracował w Katedrze Chemii Nieorganicznej PW jako docent, jednocześnie w latach 1966–1969 pełnił funkcję prodziekana ds. naukowych Wydziału Chemicznego. W marcu 1968 roku wziął czynny udział w strajku studentów. W latach 1967–1970 pracował także jako docent etatowy w Wyższej Szkole Oficerskiej Wojsk Łączności w Zegrzu k. Warszawy. Po zmianach organizacyjnych przeprowadzonych na Politechnice Warszawskiej był w latach 1971–1973 dyrektorem Instytutu Chemii Ogólnej i Technologii Nieorganicznej. Z dniem 1 października 1974 roku został przeniesiony służbowo do pracy w Polskim Komitecie Normalizacji Miar i Jakości (PKNMiJ) i powołany na stanowisko docenta, a dwa tygodnie później został kierownikiem Zakładu Metrologicznego Termodynamiki. Stanowisko to zajmował do końca marca 1982 roku, gdy jako aktywny członek NSZZ „Solidarność”, w wyniku represji po wprowadzeniu stanu wojennego, otrzymał wypowiedzenie pracy. W latach 1982–1983 pracował w Centralnym Ośrodku Badawczo–Rozwojowym Centralnego Związku Spółdzielczości Inwalidów jako kierownik zakładu, a w latach 1983–1989 w Instytucie Organizacji, Zarządzania i Ekonomiki Przemysłu Budowlanego ORGBUD jako kierownik pracowni. Do pracy w Polskim Komitecie Normalizacji, Miar i Jakości powrócił w wyniku przemian ustrojowych z dniem w grudniu 1989 roku, służbowo przeniesiony na prośbę tej instytucji. Został tu początkowo zastępcą kierownika Zakładu Metrologicznego Termodynamiki, a w połowie 1990 roku otrzymał mianowanie na stanowisko kierownika tego zakładu, którym kierował do przejścia na emeryturę w dniu 31 grudnia 1992 roku. Pracę zawodową kontynuował jeszcze przez rok, zatrudniony na pół etatu jako doradca prezesa PKNMiJ.

### Działalność naukowa na Politechnice Warszawskiej
Pracując na Politechnice Warszawskiej w latach 1967–1974 był przewodniczącym Komisji Programów i Podręczników Zawodowych Szkół Chemicznych w Ministerstwie Oświaty, a w latach 1971–1974 – przewodniczącym Komitetu Głównego Olimpiady Chemicznej. W okresie pracy w PKNMiJ Houwalt jako kierownik, a potem dyrektor Zakładu Metrologicznego Termodynamiki kierował pracami naukowo–badawczymi z dziedziny objętej tematyką zakładu: pomiarami objętości, przepływów cieczy i gazu, ciepła, ciśnienia i temperatury. Pod jego kierunkiem opracowywano przepisy i instrukcje metrologiczne, budowano stanowiska pomiarowe. Przewodniczył lub był członkiem delegacji polskich metrologów na międzynarodowe posiedzenia metrologiczne. Był członkiem Rady Naukowej ds. Metrologii PKNMiJ i członkiem Rady Programowej miesięcznika Normalizacja wydawanego przez PKNMiJ. Był organizatorem i przewodniczącym komisji egzaminacyjnej języków obcych w PKNMiJ i członkiem komisji ds. specjalizacji zawodowej inżynierów w tym Komitecie. Był autorem lub współautorem szeregu publikacji o charakterze naukowym lub technicznym.
Zmarł w Warszawie 31 marca 2007 roku i został pochowany w grobie rodzinnym na cmentarzu Powązkowskim (kw. 205 rząd 1–6 miejsce 11–18).

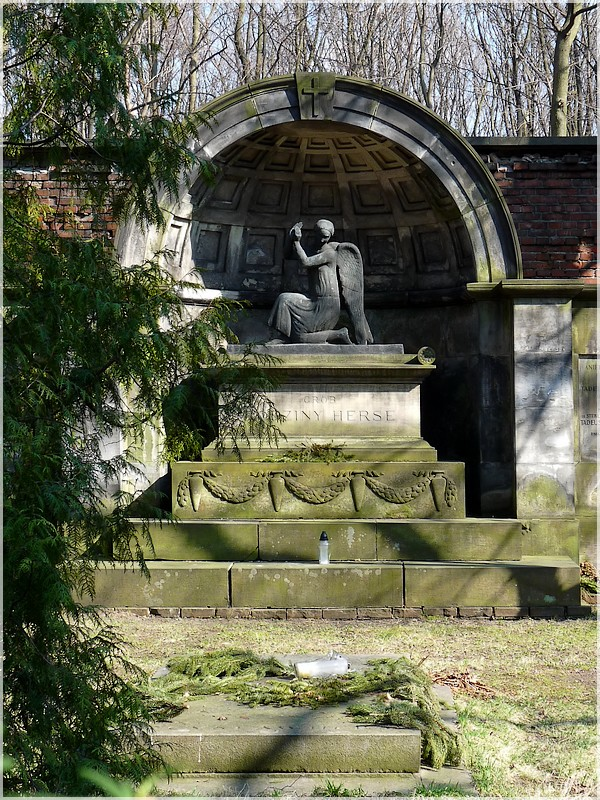
Grobowiec rodziny Herse na cmentarzu Powązkowskim w Warszawie (kwatera 205) – miejsce pochowania Andrzeja Houwalta

## Odznaczenia i wyróżnienia
W uznaniu osiągnięć zawodowych i naukowych otrzymał szereg odznaczeń i wyróżnień m.in.:
- Krzyż Kawalerski Orderu Odrodzenia Polski (1979),
- Złoty Krzyż Zasługi (1973),
- Medal Komisji Edukacji Narodowej (1973),
- Brązowy Medal za Zasługi dla Obronności Kraju (1968),
- Złotą Odznakę Stowarzyszenia Inżynierów i Techników Przemysłu Chemicznego (1979),
- Medal pamiątkowy 60–lecia Polskiej Służby Miar (1980),
- Medal 75–lecia Głównego Urzędu Miar (1994).

## Publikacje
- Witold Tomassi, Andrzej Houwalt, Étude des électrodes au chlorure d'argent par la méthode des électrodes à poudre [w:] "Bulletin de la Classe des sciences", seria 5, tom 44, nr 3 (1958), s. 244–266
- E. R. Hope, Andrzej Houwalt, Witold Tomassi, Potentials of metallic electrodes in pure water, Ottawa 1959
- Kazimierz Fajans, Kwantykułowa teoria wiązania chemicznego, przygot. do dr. Józef Hurwic ; większość tekstów obcojęz. przetł. Andrzej Houwalt, Warszawa 1961
- Milton K. Snyder, Chemia : struktura i reakcje, tłumaczenie z języka angielskiego W. Czarnecka, A. Houwalt, H. Kołakowska–Rembertowicz, E. Weroński, Warszawa 1970
- Metodyka nauczania chemii, pod red. A. Bogdańskiej–Zarembiny i A. Houwalta, Warszawa 1970
- A. Houwalt, J. Butkiewicz, J. Szamotulski, Pomiary wybranych wielkości termodynamicznych, [w:] "Normalizacja"1979, nr 8–9, s. 25–29.
- A. Houwalt, Konwikt, [w:] "Gimnazjum Ojców Jezuitów w Wilnie w latach 1922–1940 (monografia)", pod red. R. Cybulskiego, A. Houwalta, J. Jasieńskiego i in., Bydgoszcz 2000, s. 133–143.